# مایلستون (نیوجرسی)
مایلستون (به انگلیسی: Millstone) یک منطقهٔ مسکونی در ایالات متحده آمریکا است که در شهرستان سامرست، نیوجرسی واقع شده‌است. مایلستون ۱٫۹۶۹ کیلومتر مربع مساحت و ۴۱۸ نفر جمعیت دارد و ۱۷٫۰۷ متر بالاتر از سطح دریا واقع شده‌است.